# ノルゾアンタミン
ノルゾアンタミン（Norzoanthamine）は、マメスナギンチャク属の一種 (Zoanthus sp.) から単離されたアルカロイドである。
ノルゾアンタミンは、マウスにおいて骨重量および強度の損失を抑制することが示されていることから、骨粗鬆症治療薬の開発につながる可能性がある。ノルゾアンタミンの誘導体の一部は、白血病細胞株の増殖やヒト血小板凝集を抑制する。
2004年には、実験室での化学合成が報告されている。

## 作用機序
ノルゾアンタミンはコラーゲン繊維に結合し、その二次構造を安定化する。このことで骨に存在するコラーゲンにヒドロキシアパタイトが沈着し、骨形成が起こると考えられている。また、ノルゾアンタミンはエラスチン・血清アルブミンなどの細胞外マトリックスとも相互作用する。